# حشمت‌الله آرمیده
حشمت‌الله آرمیده (زادهٔ ۱۳۲۸) بازیگر سینما و تلویزیون ایران است. وی بازیگری را از سال ۱۳۵۵ یعنی در سن ۲۷ سالگی آغاز کرد و از سال ۱۳۷۰ با شرکت در فیلم ” نرگس ” به کارگردانی رخشان بنی اعتماد، حرفه بازیگری را به‌طور جدی دنبال نمود.

## بازیگری
- ۱۳۷۲  باغ گیلاس (مجید بهشتی)
- ۱۳۷۴ کارآگاه (حسن هدایت)
- ۱۳۷۶ دلهای شاد (حمید قدکچیان)
- ۱۳۷۷ تولدی دیگر (داریوش فرهنگ)
- ۱۳۷۹ یک میهمان (حسن هدایت)
- ۱۳۸۰ دردسر والدین (مسعود نوابی)
- ۱۳۸۰ سیب ترش (خسرو معصومی)
- ۱۳۸۱ آخرین آواز ققنوس (مسعود تکاور)
- ۱۳۸۱ زنبق‌های وحشی (بهرام کاظمی)
- ۱۳۸۱ مزرعه آفتابگردان (فریدون حسن پور)
- ۱۳۸۲ او مثبت (علی شاه حاتمی)
- ۱۳۸۲ طلسم شدگان (داریوش فرهنگ)
- ۱۳۸۳ سایه آفتاب (محمدرضا آهنج)
- ۱۳۸۴ قلب (مسعود تکاور)
- ۱۳۸۴ رو به آسمان (بیژن میرباقری)
- ۱۳۸۴ اولین شب آرامش (احمد امینی)
- ۱۳۸۵ آدمخوار (جواد مزد آبادی)
- ۱۳۸۵ راه بی پایان (همایون اسعدیان)
- ۱۳۸۷ گل‌های گرمسیری (محمدمهدی عسگرپور)
- ۱۳۸۸ مدرسه ما (داریوش یاری)
- ۱۳۸۸ دفترخانه شماره ۱۳ (سید وحید حسینی)
- ۱۳۹۰ پنجره (قدرت الله صلح میرزایی)
- ۱۳۹۰ شیدایی (محمدمهدی عسگرپور)
- ۱۳۹۰ تا ثریا (سیروس مقدم)
- احضار شدگان
- بانوی من
- این زن حرف نمی‌زند
- عطش (فیلم ۱۳۸۱)
- رز زرد (فیلم)
- بوی بهشت
- چشم عقاب (فیلم ۱۳۷۷)
- شاهرگ (فیلم ۱۳۷۶)
- روزی که خواستگار آمد
- سفر پرماجرا
- حمله به اچ۳
- چگونه رفتن